# ليجاسيز (مسلسل تلفزيوني)
الموروثات (بالإنجليزية: Legacies)‏ مسلسل درامي أميركي تم بثه على ذا سي دبليو منذ 25 أكتوبر 2018. تدور القصة حول مدرسة ثانوية خاصة بالخارقين تدعى (ثانوية سالفاتور). توجد فتاة تدعى هوب ميكايلسون تتميز بكونها هجينة ثلاتية من السحرة والمستئذبين ومصاصين الدماء.
لاندن ورفائيل فتيان جدد الأخير لديه قوى المستئذبين ولاندن لا يزال السيد سالتزمان (المدير) في تحديد قواه الخارقة التي تعد مختلفة عن القوى التي تروج داخل الثانوية.
كما تتعرض الثانوية لغزو الوحوش في كل مرة بسبب أشياء توجد في المدرسة قد تؤدي إلى فتح بوابة الجحيم التي ستؤدي إلى محو الخارقين.
وتعد هذه السلسلة تكملة لThe Originals وأيضا لvampire diaries.

## روابط خارجية
- الموروثات على موقع IMDb (الإنجليزية)
- الموروثات على موقع ميتاكريتيك (الإنجليزية)
- الموروثات على موقع روتن توميتوز (الإنجليزية)
- الموروثات على موقع كينوبويسك (الروسية)
- الموروثات على موقع ألو سيني (الفرنسية)
- الموروثات على موقع قاعدة بيانات الفيلم (الإنجليزية)